# Revolução Tranquila
A Revolução Tranquila (Révolution Tranquille) foi um período de rápida mudança na província do Quebec, no Canadá, durante a década de 1960.
A chamada "Revolução Tranquila" do Quebec foi caracterizada por:
- uma rápida e efetiva secularização da sociedade;
- a criação de um État-Providence (estado de bem-estar social);
- uma transformação da identidade nacional entre os Québécois francófonos (de franco-canadenses para o termo Québécois).

As mudanças foram resultado de várias importantes transformações dentro da sociedade do Quebec. Entre aquelas geralmente citadas estão:
- investimentos maciços no sistema de ensino público;
- criação de um ministério da educação;
- sindicalização do funcionalismo público;
- medidas do governo provincial dispostas a aumentar o controle dos Québécois sobre a economia da província;
- nacionalização da produção e distribuição de eletricidade.

## Origens
Não há consenso sobre quando a Revolução Tranquila teria começado, exceto talvez ao nível político com a reformas iniciadas pelo Parti Libéral du Quebec quando assumiu o governo provincial com Jean Lesage. Este foi eleito na eleição provincial de 1960. Tampouco há consenso quanto ao término da Revolução Tranquila, mas é geralmente aceito que tenha ocorrido antes da Crise de Outubro de 1970.
Vários fatos são reconhecidos como precursores ou ao menos sinais de que a Revolução estaria para começar. Entre eles, estão a greve de mineiros de Asbestos em 1949, os distúrbios de Maurice Richard, a assinatura da Recusa Global pelos Automatistas e a publicação de Les Insolences du Frère Untel (As Insolências do Irmão Alguém), o qual criticava a dominação quase absoluta da Igreja Católica no Quebec. O jornal político Cité Libre é também considerado como um fórum dos intelectuais críticos do governo de Duplessis.
Desde o final dos anos 1930 até 1959, as esferas política, educacional, económica e social do Quebec eram controladas pelo conservador ferrenho Maurice Duplessis, líder do partido União Nacional. Desde o início estabelecida como parte da Nova França, a Igreja Católica usava entidades como a Companhia dos Cem Associados para manter o seu domínio sob o domínio britânico. A iniciativa privada pressionava através de um poderoso lobby, protegendo os investimentos necessários para manter as economias do Canadá e dos Estados Unidos ao mesmo ritmo. Corrupção e fraude eleitoral eram lugar-comum no Quebec, com a Igreja fazendo campanha abertamente pela União Nacional com motes como Le ciel est bleu, l'enfer est rouge (O Céu é azul, o Inferno é vermelho) — em referência às cores da Union Nacionale (azul) e dos Liberais (vermelho). A Igreja Católica também controlava os livros disponíveis ao manter um índice de documentos banidos (o Index Librorum Prohibitorum). A Igreja Católica controlava ainda a educação francesa, instituições e hospitais. Um legado deste acordo é a entidade Órfãos de Duplessis.
Por causa da população diminuta do Canadá e do Quebec, o capital de investimento sempre foi, e ainda é, escasso. Como tal, os recursos naturais do país e da província do Quebec foram desenvolvidos por investidores estrangeiros que aceitaram o risco do investimento necessário. Como exemplo, o minério de ferro foi explorado e sua mineração desenvolvida pela Iron Ore Company dos Estados Unidos. Por causa das políticas agrárias e contra iniciativas privadas da Igreja Católica e do sistema senhorial da Nova França que tinham sido rigidamente mantidos por séculos, foram os imigrantes britânicos, principalmente escoceses, que investiram e construíram a economia industrializada no Quebec, fazendo dela a frente econômica do Canadá e uma das principais forças na América do Norte. Entretanto, a Igreja Católica liderou a rejeição aos esforços de industrialização do primeiro ministro Louis-Alexandre Taschereau. Por causa do fracasso do governo de Duplessis no Quebec para promover a iniciativa privada e estabelecer educação superior para francófonos para competirem com o resto do Canadá e dos EUA, os níveis de renda entre trabalhadores rurais franceses e aqueles no crescente setor de serviços começaram a se distanciar, numa época em que o Canadá começou a crescer. O país seguiu uma maciça industrialização e inovações tecnológicas em andamento nos Estados Unidos enquanto tentava lidar com a Great Depression. Assim, por causa de uma vasta maioria de franco-canadenses que não podiam participar nas soluções de iniciativa privada, gerou-se um aumento do número de canadenses de outras províncias do Canadá que migravam para preencher a lacuna. Historiadores se referem a esse período como o Grand Noirceur (Grandes Trevas), mas a maioria acrescenta que este período é geralmente percebido como pior do que realmente foi.
De várias maneiras, a morte de Maurice Duplessis em 1959, logo seguida pela súbita morte de seu sucessor Paul Sauvé, serviu como gatilho para desatar a Revolução Tranquila, ou seja, liberou as energias que tinham sido contidas pelas políticas da Igreja Católica durante décadas. Um ano após a morte de Duplessis, o Partido Liberal do Quebec foi eleito com Jean Lesage na liderança. Os liberais tinham feito campanha sobre lemas muito significativos, a saber, Maîtres chez nous (Mestres em nossa própria casa) e Il faut que ça change (As coisas têm que mudar).

## Educação
Para atingir estes objetivos, o governo de Lesage se apoiou muito em uma melhoria no nível de instrução da população. Uma Commission Parent foi estabelecida em 1961 para estudar o sistema de educação e fazer recomendações, o que eventualmente levou à adoção de várias reformas. A mais importante delas foi a secularização do sistema educacional. Apesar de as escolas manterem seu carácter histórico católico ou protestante, na prática elas foram secularizadas já que a província assumiu os programas escolares. Outras reformas incluíram a assistência escolar obrigatória até à idade de 16 anos e a livre instrução até à 11ª série.
Em 1967, foram criadas as CÉGEPs para oferecer educação público profissional pós-secundária em toda a província. Em 1968, o governo criou a rede da Université du Québec para obter objetivos semelhantes na instrução superior. Não obstante, levaria quase vinte anos para que programas de atendimento ao setor privado fossem postos em prática nas universidades de língua francesa do Quebec que as equiparassem às demais universidades da América do Norte.

## Reformas econômicas
Ao nível econômico, o governo procurou aumentar o controle da esfera econômica da província pelos francófonos, a qual, até então, tinha sido em larga escala dominada por anglo-canadenses e investidores estadunidenses.
Em busca de um respaldo para sua reforma mais ousada, a nacionalização das empresas elétricas da província sob a Hydro-Québec, o Partido Liberal convocou uma eleição geral antecipada em 1962. O partido foi mantido no poder com uma maioria ampliada na Assemblée Nacionale du Québec (Assembleia Nacional do Quebec, que apesar do nome "nacional" é apenas provincial) e, em 6 meses, René Lévesque, ministro dos recursos naturais, iniciou seus planos de formar a Hydro-Québec.
Mais instituições públicas foram criadas em seguida com o desejo de aumentar a autonomia econômica da província. As empresas públicas SIDBEC (ferro e aço), SOQUEM (mineração), REXFOR (madeireira) e SOQUIP (petrolífera) foram criadas para explorar os abundantes recursos naturais da província. O banco estatal Société Générale de Financement (Sociedade Geral de Financiamento) foi criado em 1962 para encorajar os Quebecois a investirem em seu futuro econômico e a aumentar o lucro de pequenas empresas. Em 1963, em conjunto com a Previdência do Canadá, o governo federal do Canadá autorizou a província do Quebec a criar o seu próprio Plano Universal de Contribuições, o Régie des Rentes du Québec (Quebec Pension Plan) com um início efectivo em 1966. Para gerir os generosos valores arrecadados pelo RRQ, e para providenciar o capital necessário para vários projetos nos setores público e privado, a Caisse de Dépôt et de Placement (Caixa de Depósito e Poupança) foi criada em 1965.
Um novo Código Trabalhista (Code du Travail) foi adotado em 1964, o que tornou a sindicalização muito mais fácil e deu aos funcionários públicos o direito à greve. Isso ocorreu durante o mesmo ano em que o Código Civil do Quebec foi modificado para reconhecer a igualdade legal dos cônjuges. Em caso de divórcio, as regras de administração pela Lei do Divórcio do Canadá foram retidas usando o velho regime matrimonial de comunhão de bens do Quebec até 1980, quando uma nova legislação trouxe uma divisão igualitária automática de certos bens familiares básicos entre cônjuges.

## Nacionalismo
Um elevado senso de identidade e de capacidade nacional provida pelas múltiplas reformas resultou na transformação do discurso nacionalista do Quebec, com raízes nos laços políticos entre os governos do Quebec e de Ottawa desde 1867. Foi durante a Revolução Tranquila que os franco-canadenses viraram Québécois(es), marcando uma evolução distinta do nacionalismo passivo para uma busca mais ativa da autonomia política. Para alguns, isto poderia ser alcançado mediante uma reforma da Lei da América do Norte Britânica, enquanto para soberanistas, a BNAA foi considerada um ato nulo e vazio aprovado por uma potência estrangeira imperialista.
Na eleição geral do Quebec de 1966, uma União Nacional pós-Duplessis ridicularizou as mudanças aceleradas feitas pelo governo liberal e prometeu reformas se retornasse ao poder sob o líder Daniel Johnson Sr.. Em visita a Montreal para a Expo 67, o General Charles de Gaulle proclamou Vive le Québec libre! em seu discurso na Câmara Municipal de Montreal, o que deu ao movimento de independência do Quebec maiores ímpetos. Apesar da União Nacional ter perdido o voto popular, eles obtiveram uma maioria de 6 assentos no governo. Em 1968, o soberanista Parti Québécois (Partido Quebequense) foi criado com René Lévesque como líder.

## Figuras importantes
- Jean Lesage
- René Lévesque
- Paul Gérin-Lajoie
- Thérèse Casgrain
- Pierre Bourgault
- Michel Chartrand